# Pieter Nieuwlandstraat
De Pieter Nieuwlandstraat is een straat in Amsterdam-Oost, Dapperbuurt. 

## Geschiedenis
De oorspronkelijker naam voor deze straat was Derde van Swindenstraat, als straat parallel lopende aan de Eerste Van Swindenstraat en Tweede van Swindenstraat.  Tijdens het raadsbesluit van 15 november 1882 werd de straat vernoemd naar wetenschapper Jean Henri van Swinden. Al tijdens die vergadering was er onenigheid omtrent de belangrijkheid van Van Swinden, moest hij wel drie straten naar zich vernoemd krijgen. De naam zou alleen op de tekentafel gebruikt worden, op 25 januari 1891 kreeg ze een nieuwe naam met een vernoeming naar wetenschapper Pieter Nieuwland. Pas toen kreeg ze ook haar bebouwing.
De straat begon toen aan de Van Swindendwarsstraat en eindigde op het spoor net ten zuiden van de oude versie van Station Amsterdam Muiderpoort. Tekenaar Herman Misset legde die situatie nog in 1902 vast, waarbij hij na die spoorwegovergang, die hier permanent gesloten lijkt, aan de overzijde alleen landerijen weergaf. De Indische Buurt was er nog niet. Zowel spoor als verkeer werden steeds drukker, waardoor de Spoorwegwerken Oost werden gestart. Het spoor kwam op een dijklichaam te liggen met hier en daar een onderdoorgang. De Pieter Nieuwlandstraat kreeg in tegenstelling tot de Eerste Van Swindenstraat of Wijttenbachstraat geen onderdoorgang. Sinds eind jaren dertig eindigt de straat derhalve op de Pontanusstraat, die hier op maaiveldniveau evenwijdig aan het spoor ligt. Daarna wijzigde het traject van de straat niet meer.
De straat wordt onderbroken door de Dapperstraat met haar Dappermarkt. 
Ook andere gemeenten, zoals Utrecht kennen een straat vernoemd naar deze wetenschapper.

## Gebouwen
De oorspronkelijke bebouwing, die kwam nadat de wijk was ingericht op de tekentafel, bestond uit zogenaamde revolutiebouw. Huisje voor huisje werd afgewisseld door een enkel blokje. Daarbij werd dikwijls niet op de kwaliteit gelet; er moest snel gebouwd worden voor de groeiende bevolking van Amsterdam. De bouwvoorschriften waren verreweg van streng. 
In de jaren tachtig viel de Dapperbuurt ten prooi aan stadsvernieuwing. De revolutiebouw was opgebruikt en de woningen en winkels konden niet rendabel gerenoveerd worden. Hier en daar werd er in de buurt successievelijk gesloopt en nieuwbouw geplaagd; twee blokjes maakte plaats voor een speelplaatsen. De nieuwbouw kwam zowel in kleine blokjes als wel in grote blokken. Die stadsvernieuwing pakte voor de bebouwing aan de Pieter Nieuwlandstraat desastreus uit. Van de originele bebouwing bleef alleen een schoolgebouw over. De rest ging tegen de vlakte om plaats te maken voor de nieuwbouw. Bij die sanering kreeg de straat een nieuwe zijstraat, de Johanna Westerdijkstraat vernoemd naar wetenschapper Johanna Westerdijk. Onder de architecten die hier werkzaam waren bevinden zich Boris Roos en Hans Borkent. 
Vier gebouwen zijn noemenswaardig:
- Pieter Nieuwlandstraat 3, schoolgebouw uit de jaren 80 (zie aldaar)
- Pieter Nieuwlandstraat 48-50
- Pieter Nieuwlandstraat 93-95, voormalig schoolgebouw (zie onder)
- politiepost; rond 1910 stond er op de kruising met de Dapperstraat de politiepost Dapperplein; het had dezelfde constructie als die van Nieuwezijds Voorburgwal 277, dat in 2002 een rijksmonument werd, mede omdat het nog enig in zijn soort was.

### Pieter Nieuwlandstraat 48-50
De instorting van Pieter Nieuwlandstraat 48-50 op 14 september 1899 werd veroorzaakt door een verbouwing op de begane grond, al was de constructie daarvoor al instabiel. Het perceel vormde een geheel met huizen op de hoek met de Dapperstraat. Een winkel wilde uitbreiden en had de panden achteraf gezien onvoldoende gestut, maar de verbouwing wel bijna afgerond. Vlak voordat de bouwvakkers tot plaatsing van de nieuwe etalageruiten wilde overgaan, hoorden zij gekraak. Ze haalden de bewoners uit het gebouw. Een aantal kinderen was door de steeds schever hangende constructie ingesloten en moesten met geweld bevrijd worden. Enkele momenten later stortte de gehele constructie in; het gebouw aan de Dapperstraat kon gered worden door het steviger te stutten. De instorting was een gevolg van een verkeerde plaatsing van de houten balken die de vloeren droegen. Deze waren niet verankerd maar lagen los in de muren; ook de dunne tussenmuren (halfsteens) droegen bij aan de instabiliteit. De instorting was niet compleet, meegevallen meubilair bleef aan elkaar hangen etc. Er was een grote oploop aan ramptoerisme. De instorting was landelijk nieuws.

### Pieter Nieuwlandstraat 93-95
Het enige gebouw dat bij de sanering in de jaren tachtig bleef staan is Pieter Nieuwlandstraat 93-95. Het was rond 1892 als schoolgebouw ontworpen door de Dienst der Publieke Werken in een neorenaissancestijl. Het deelde een speelplaats met de school op Tweede van Swindenstraat 208. Een van de onderwijzers was natuurliefhebber Eli Heimans, één van de oprichters van de Koninklijke Nederlandse Natuurhistorische Vereniging. Nadat de school wegtrok kende het gebouw verschillende gebruikers waaronder de uitkeringsbureau, brandweer (oefenlokaal), buurtcentrum De Werf (naam boven de deur aangebracht) en cultureel centrum (De NieuwLand). Alhoewel bewaard gebleven was er zoveel aan het gebouw verbouwd (periode 2016/2017) dat het niet in aanmerking kwam voor de status van gemeentelijk monument (orde 2, wel het bewaren waard). Opvallend aan het gebouw zijn het portaal van zandsteen en al vanaf de bouw de oranjerode bakstenen. Boven de ingang is een trapgeveltje geplaatst.

## Kunst
De originele straat was te nauw voor welke kunst in de openbare ruimte dan ook. In 2023 bestaan de vier uitingen van kunst in de openbare ruimte uit plat tegen de gevels aangebracht werk.:
- Titelloos werk van Jan van Goethem
- Dapperburen van Dorette Evers
- Bomen, bloemen en planten in vier jaargetijden van Rick Paauw en een muurschildering bij de speelplaats/parkje
- Terreinafscheiding Johanna Westerdijkplein(tje) toegepaste kunst van Joep Verhoeven.

### Piet Dirkx
Bij school De Dapper op huisnummer 3 zijn enkele kunstwerken aangebracht. Het bestond uit drie delen ontworpen door Piet Dirkx (Eindhoven, 1953). Er zou een plafondschildering zijn (in 2023 niet zichtbaar). Verder is er een tegeltableau bij de overdekte zandbak met onderschrift La joie est a la vie, ce que la voile est au navire (Nederlands: Vreugde is voor het leven, wat een zeil is voor een (zeil)schip). Aan de gevel zijn broodjes aan het koorddansen, wellicht een verwijzing naar het (zand)broodjes bakken in een zandbak, iets wat Aldo van Eyck gebruikte in zijn zandbakken.

## Afbeeldingen

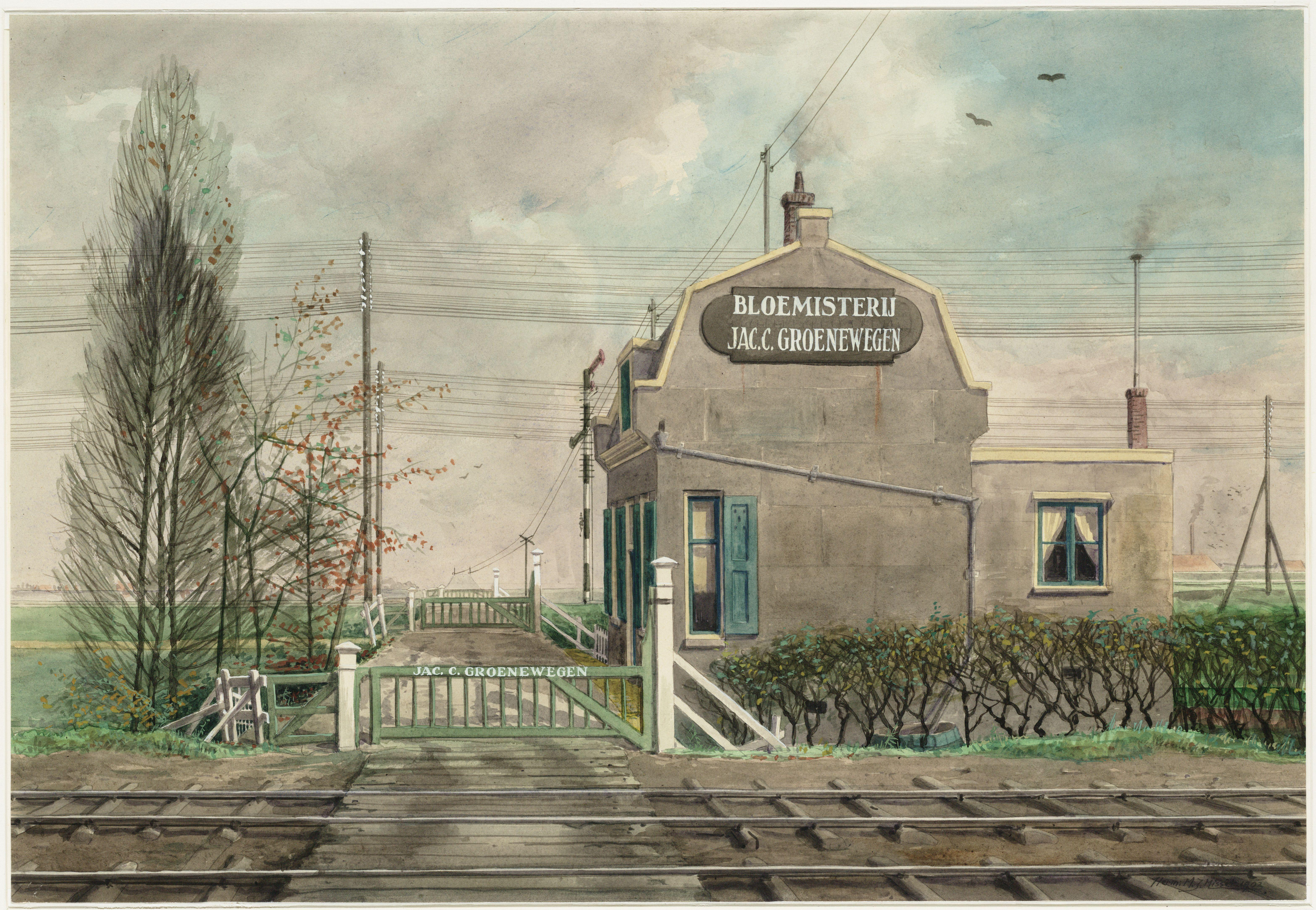
Herman Misset met de spoorwegovergang (circa 1902)
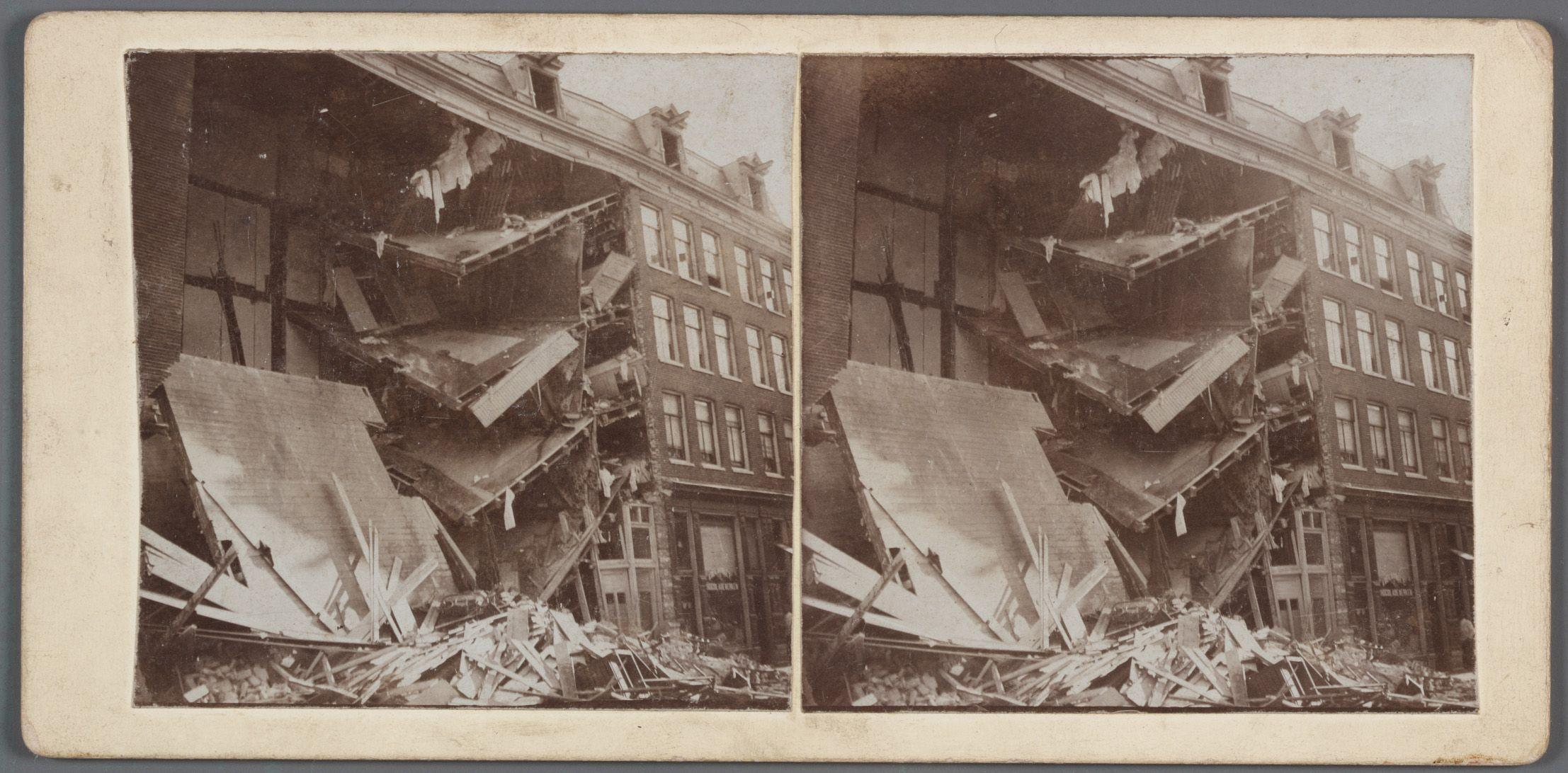
Pieter Nieuwlandstraat 48-50 (1899)
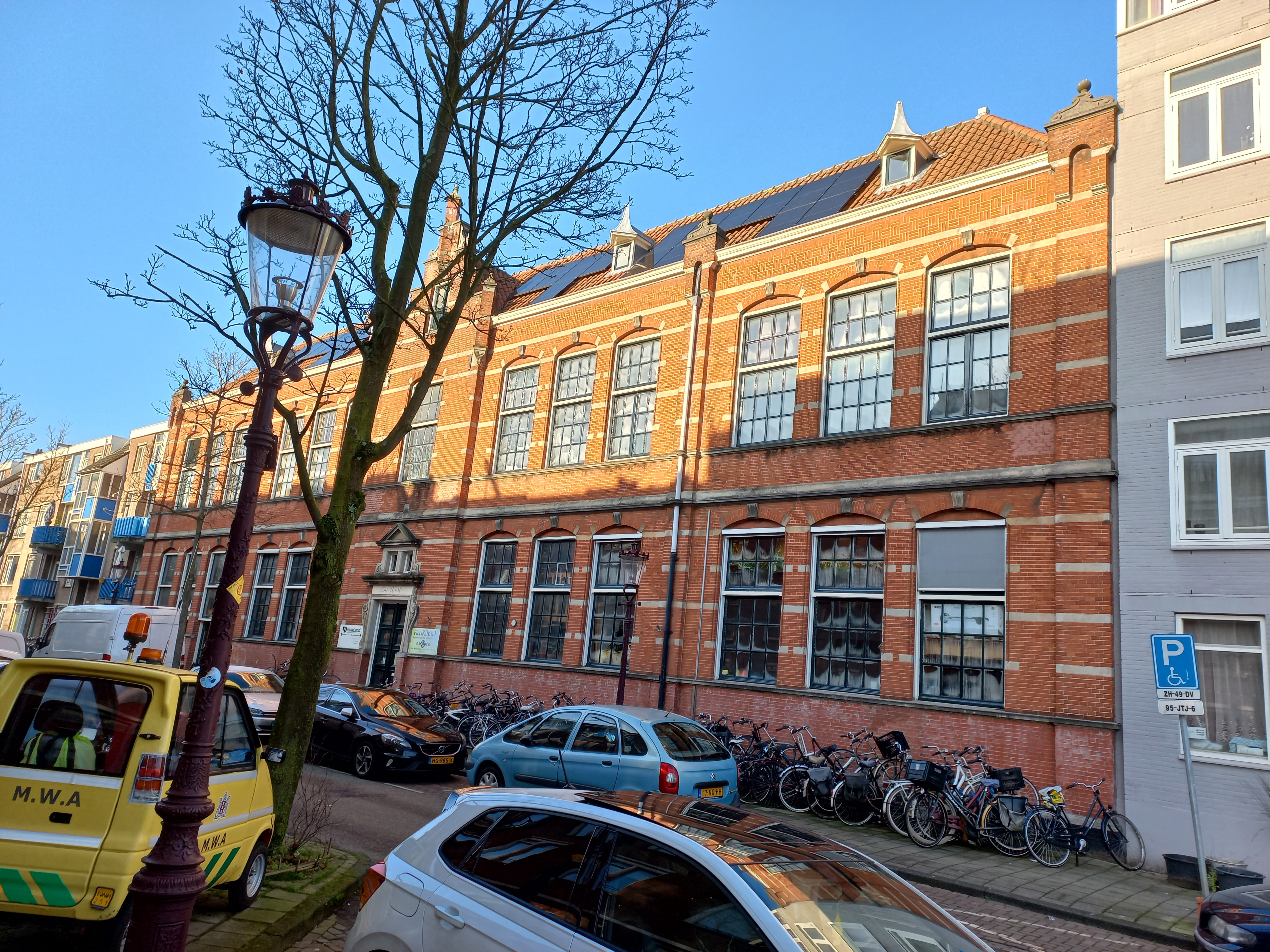
Pieter Nieuwlandstraat 93-95 (januari 2023)
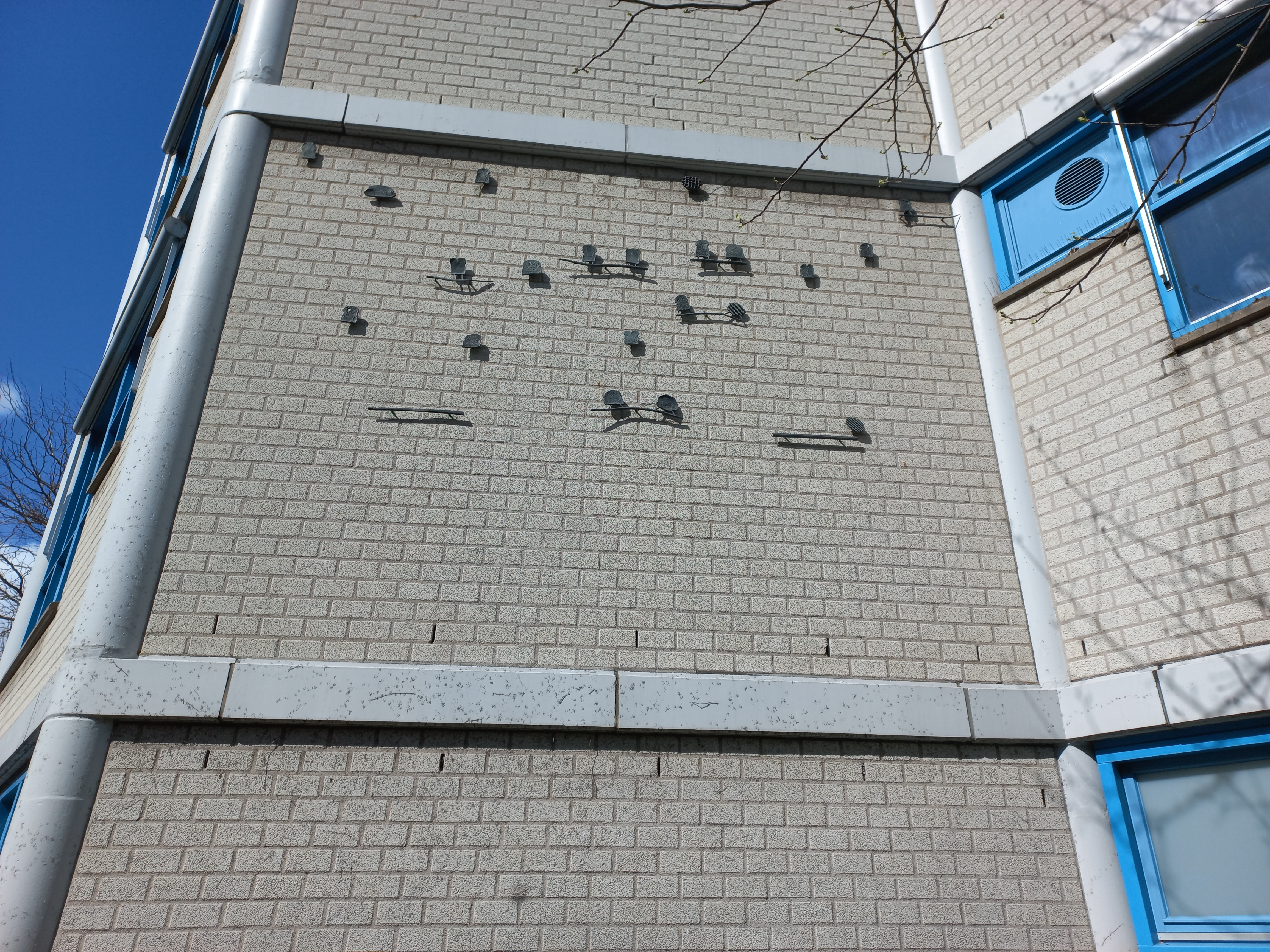
Dansende broodjes (april 2023)
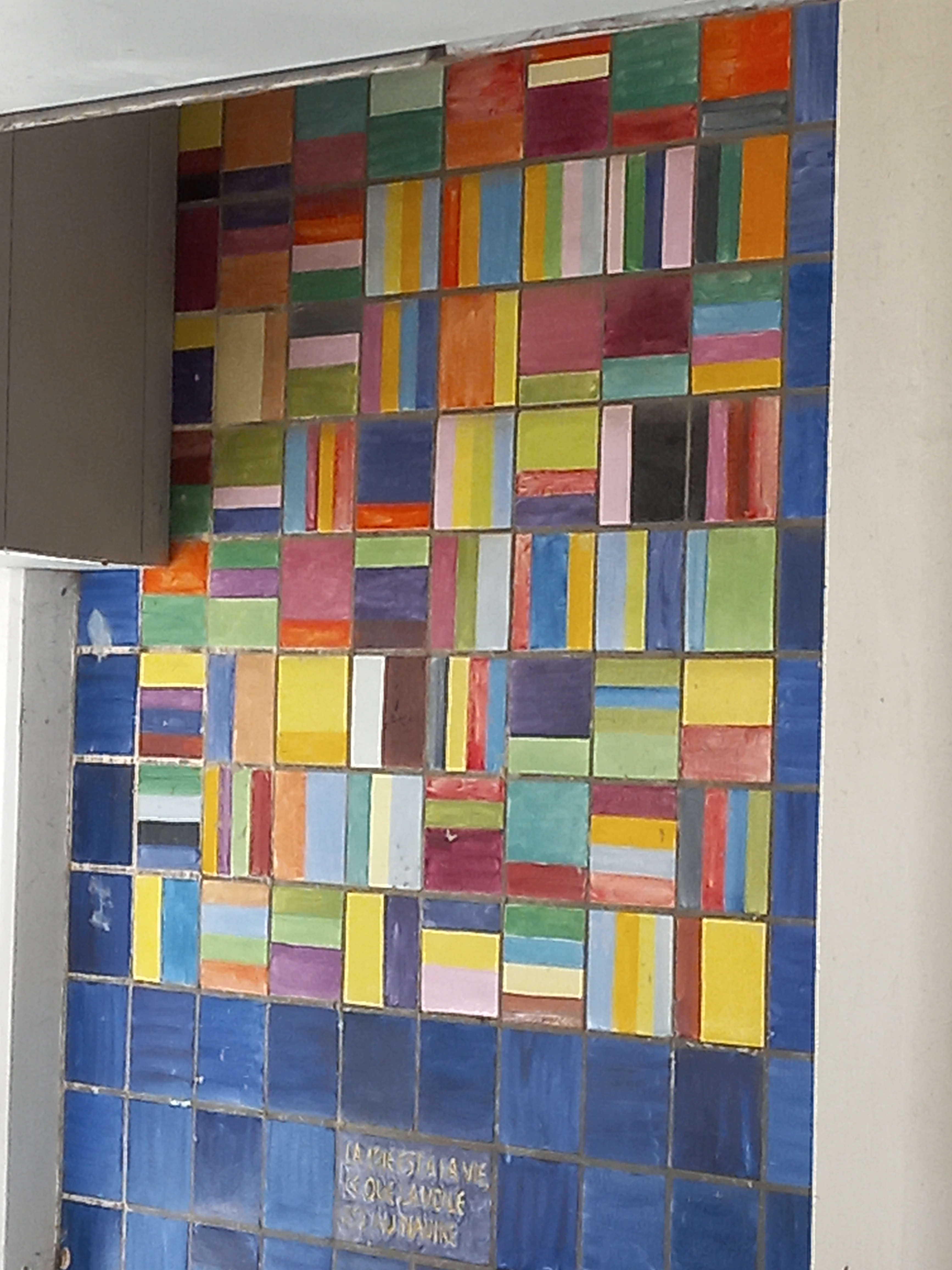
Tegeltableau (oktober 2023)